# Herb Dąbrowic
Herb Dąbrowic – symbol miasta i gminy Dąbrowice.

## Wygląd i symbolika
Herb przedstawia na tarczy w polu czerwonym białą ceglaną basztę forteczną z trzema wieżami. Jest to nawiązanie do historycznego, przedrozbiorowego symbolu miasta.